# Бабичево (Вологодская область)
Бабичево — деревня в Кирилловском районе Вологодской области.
Входит в состав Липовского сельского поселения, с точки зрения административно-территориального деления — в Липовский сельсовет.
Расстояние до районного центра Кириллова по автодороге — 17 км, до центра муниципального образования Вогнемы по прямой — 12 км. Ближайшие населённые пункты — Великий Двор, Горка, Кузьминка.
По переписи 2002 года население — 6 человек.